# Pestalotiopsis subcuticularis
Pestalotiopsis subcuticularis är en svampart som först beskrevs av Guba, och fick sitt nu gällande namn av J.G. Wei & T. Xu 2005. Pestalotiopsis subcuticularis ingår i släktet Pestalotiopsis och familjen Amphisphaeriaceae.   Inga underarter finns listade i Catalogue of Life.